# 문수고등학교
문수고등학교(文殊高等學校)는 대한민국 울산광역시 남구 무거동에 위치한 공립 고등학교이다.

## 학교 연혁
- 2001년 1월 5일 : 울산광역시 학교 설치조례 공포
- 2002년 1월 30일 : 12학급 인가
- 2002년 3월 2일 : 12학급 (남 5학급, 여 7학급) 개교
- 2023년 9월 1일 : 제9대 정인균 교장 취임
- 2025년 1월 7일 : 제21회 졸업식 6학급(161명, 총 졸업생 6,817명)
- 2025년 3월 4일 : 제24회 입학식 5학급(120명 남 60명, 여 60명)

## 참고 자료
- 문수고등학교 - 한국교육학술정보원 학교알리미